# Аддитивное смешение цветов

Аддитивное смешение цветов по RGB-модели

Аддитивное смешение цветов — метод синтеза цвета, основанный на смешении цветовых излучений. Аддитивное смешение соответствует смешению лучей света.
Метод аддитивного смешения основан на особенностях строения зрительного анализатора человека, в частности на таком явлении как метамерия. Сетчатка человеческого глаза содержит три типа колбочек, воспринимающих свет в фиолетово-синей, зелёно-жёлтой и жёлто-красной частях спектра.
Современным стандартом для аддитивного смешения цветов является модель цветового пространства RGB, где основными цветами являются красный (Red), зелёный (Green) и синий (Blue). Аддитивное смешение по модели RGB используется в компьютерных мониторах и телевизионных экранах, цветное изображение на которых получается из красных, зелёных и синих точек люминофора или светоматрицы. При отсутствии света нет никакого цвета — чёрный, максимальное смешение даёт белый.

## Принцип работы
Аддитивное смешение цветов получается в результате проекции на белый экран трёх частично перекрывающих друг друга монохроматических световых потоков цветных источников света. В качестве источников могут выступать, например, светодиоды или прожекторы с наложенным светофильтром. Попарное сочетание основных цветов в равных пропорциях создаёт один из дополнительных цветов — жёлтый (смешение зелёного и красного), циан (смешение зелёного и синего) или пурпурный (смешение красного и синего). В центре взаимно перекрывающих друг друга основных цветов получается белый цвет.
При изменении соотношения яркостей потоков света (например, при приближении к экрану одного из источников) изменяются цвета в местах перекрывания цветных пятен, и вместо белого цвета в центре фигуры может появиться какой-либо другой. Полный цветовой охват, доступный в любой аддитивной цветовой системе, можно определить, как полный набор комбинаций всех возможных уровней яркости каждого основного цвета этой системы.

## Субтрактивное смешение
В противоположность аддитивному смешению цветов существуют схемы субтрактивного синтеза. Субтрактивное смешение соответствует смешению красок. В этом случае цвет формируется за счёт вычитания определённых цветов из белого цвета. Тремя типичными базовыми цветами являются сине-зелёный (Cyan), маджента (Magenta) и жёлтый (Yellow). Модель субтрактивного синтеза CMYK (Cyan, Magenta, Yellow, Key color) широко применяется в полиграфии.